# الحرية الدينية في جزر المالديف
ينص دستور جزر المالديف الصادر في عام 2008 على أن الإسلام هو دين الدولة الرسمي. يُسمح للمسلمين فقط بالحصول على جنسية البلاد، ويمنعون من ممارسة شعائر أي دين آخر غير الإسلام. لا يستطيع المواطنون غير المسلمين أو مواطنو الدول الأخرى ممارسة شعائرهم الدينية بشكل علني وجماعي، ويمنعون أيضًا من نشر دياناتهم في البلاد. يجب على أي مقيم في دولة المالديف تعليم ابنه العقيدة الإسلامية. ينص الدستور على أن الرئيس والوزراء وأعضاء البرلمان ورؤساء الجزر يجب أن يكونوا من المسلمين السنة. تستند الأحكام القضائية إلى الشريعة الإسلامية، ويسمح فقط للعلماء المسلمين المُعتمدين من قبل الحكومة بالإفتاء.
تعتبر حرية الدين مقيدة بشكلٍ كبير في المالديف منذ عام 2007، وسجلت حالات عديدة من التمييز على أساس العقيدة الدينية أو ممارسة الشعائر الدينية. يعتقد المسؤولون والمفكرون في المالديف أن الإسلام هو أحد أكثر الخصائص المميزة لمجتمعهم، وأنَّه يعزز الوحدة الوطنية وهوية البلاد. فرضت المالديف عقوبة الإعدام منذ عام 2014 على كل من يرتد عن الإسلام.

## الديموغرافيا الدينية
تبلغ مساحة المالديف 500 ميل مربع (1300 كيلومتر مربع) موزعة على 1200 جزيرة، ويبلغ عدد السكان حوالي 450 ألف نسمة.
ينتمي سكان المالديف إلى مجموعات عرقية مختلفة أهمها: الهندية الجنوبية والسنهالية والعربية. تعتنق الغالبية العظمى من السكان المسلمين المذهب السني. يُسمح للأجانب غير المسلمين بممارسة شعائرهم الدينية، ويشمل هؤلاء أكثر من 500 ألف سائح يزورون البلاد سنوياً (معظمهم من أوروبا واليابان)، وحوالي 54 ألف عامل أجنبي (معظمهم من باكستان وسريلانكا والهند وبنغلاديش)، أما العمال والسائحون المسلمين فيُسمح لهم بالحضور إلى المساجد المحلية، ولكن الغالبية العظمى منهم يمارسون شعائرهم الدينية على انفراد أو في المساجد الموجودة في أماكن عملهم.

## وضع الحريات الدينية

### الإطار القانوني والسياسي
تعتبر الحريات الدينية مقيدة بشكل كبير في المالديف. ينص دستور عام 1997 على أن الإسلام هو دين الدولة الرسمي، وتستخدم الحكومة الحالية هذا النص الدستوري لاشتراط أن يكون جميع المواطنين مسلمين. وينص الدستور أيضاً على أن رئيس الدولة يجب أن يكون مسلماً سنياً ويتمتع بالسلطة العليا لنشر مبادئ الإسلام.
لا ينص الفصل الثاني من الدستور المتعلق بالحقوق والواجبات الأساسية للمواطنين على الحق في حرية الدين أو العقيدة، ويمنع الدستور غير المسلمين من حق التصويت والحصول على الجنسية وشغل المناصب العامة في الدولة. ينص قانون حماية الوحدة الدينية على أنه يجب على كل من الحكومة والشعب حماية الوحدة الدينية، ويخضع أي بيان أو إجراء يتعارض مع هذا القانون لعقوبة جنائية تتراوح بين الغرامة والسجن، وقد تصل في بعض الحالات إلى الإعدام.
لا يُسمح للمقيمين الأجانب من غير المسلمين بممارسة شعائرهم الدينية إلا على انفراد، بشرط ألا يشجعوا المواطنين المحليين على المشاركة في هذه الممارسات، ولا يُسمح للأجانب باستيراد أي مواد أو سلع تُعتبر مخالفة للإسلام مثل الكحول أو منتجات لحوم الخنزير أو أصنام العبادة. تتوافر المشروبات الكحولية في بعض الجزر السياحية، ولكن لا يسمح بتقديمها للمواطنين المحليين.
لا يجب تسجيل المساجد بشكل رسمي لدى الحكومة، ومع ذلك تمول الحكومة معظم المساجد وتدعمها، وتعتبر الأعياد الإسلامية أيام عطل وطنية. تعتبر المسؤولية الرئيسية للأئمة هي إلقاء خطب الجمعة، ويجب أن توافق الحكومة على الخطب ولا يسمح للأئمة بكتابة خطبهم بشكلٍ مستقل، ولا يسمح لأحد حتى الأئمة أنفسهم بممارسة الدعوة للإسلام علانية دون موافقة الحكومة، ويهدف هذا القانون للحفاظ على بيئة إسلامية معتدلة ومكافحة الأصولية.